# MacDonald White Paper
Het MacDonald White Paper is een Brits witboek uit 1939 waarin de Britse politiek ten aanzien van het Britse mandaatgebied Palestina werd bepaald.
Dit witboek is genoemd naar Malcolm MacDonald, de Britse staatssecretaris voor koloniën.

## Voorgeschiedenis
In 1917 had Groot-Brittannië de Balfour-verklaring afgegeven waarin steun werd uitgesproken voor de vestiging van een Joods nationaal tehuis in Palestina. In deze periode maakte Palestina nog deel uit van het Ottomaanse Rijk. In dezelfde periode sprak Groot-Brittannië via de Hoessein-McMahoncorrespondentie ook steun uit aan de Arabieren voor hun streven naar onafhankelijkheid.
Vanaf 1920 bestuurde Groot-Brittannië Palestina namens de Volkenbond. In 1922 werd de tekst van het Volkenbondmandaat vastgesteld, waarbij artikel 2 bepaalde dat Groot-Brittannië de vestiging van een Joods nationaal tehuis mogelijk moest maken. Hierna nam de Joodse immigratie toe. De Arabische bevolking in Palestina protesteerde tegen deze immigratie.
In 1933 kwam Hitler aan de macht in Duitsland. Door het groeiende antisemitisme in Europa nam de Joodse immigratie zeer sterk toe. In 1936 brak de Arabisch-Palestijnse opstand uit tegen de Joodse immigratie en het Britse bestuur over Palestina.
In 1936 werd de Britse Commissie-Peel in het leven geroepen om met een voorstel te komen om de Palestijnse problemen op te lossen. In juli 1937 stelde de Commissie-Peel voor om Palestina te verdelen in een Joodse en een Arabische staat. Dit voorstel werd door de Arabieren en de Britse regering afgewezen.
In februari 1939 werd in Londen de St Jamesconference gehouden. Deze conferentie mislukte, omdat de Arabieren de Joodse delegatie niet erkenden en niet met hen aan één tafel wilden zitten. Toen deze conferentie op 17 maart zonder enig resultaat beëindigd werd, besloot Groot-Brittannië eenzijdig zijn beleid te bepalen.

## De inhoud van het witboek
Het witboek bestond uit drie onderdelen:
1. Het idee van verdeling van Palestina in een Joods en een Arabisch deel werd verlaten. In 1949 zou Palestina zelfbestuur moeten krijgen, en in dat bestuur zouden zowel Arabieren als Joden naar rato van hun aandeel in de bevolking vertegenwoordigd moeten zijn.
2. Het aantal Joden dat mocht immigreren werd beperkt tot 75.000: 10.000 per jaar voor de jaren 1940 tot en met 1944 en 25.000 extra voor de opvang van Joodse vluchtelingen. Na 1944 werd verdere immigratie afhankelijk gemaakt van de toestemming van de Arabische meerderheid van de bevolking.
3. De mogelijkheden van aankoop van land door Joden werden sterk beperkt.

Het witboek werd door het Britse Lagerhuis met 268 tegen 179 stemmen aangenomen.

## Overwegingen bij het witboek
Volgens historicus Raul Hilberg hebben geo-politieke redenen bij het witboek van MacDonald de doorslag gegeven. Groot-Brittannië kon in de te verwachten strijd tegen nazi-Duitsland zonder meer uitgaan van Joodse steun. Steun van de Arabieren was minder vanzelfsprekend: vanuit de moslimwereld werden goede contacten onderhouden met Italië en Duitsland.
Door de zionisten werd het witboek gezien als een breuk met de Balfour-verklaring: te verwachten was dat Joodse immigratie vanaf 1944 door de Arabische meerderheid van Palestina zou worden verboden. Tevens zou er ook geen vorm van zelfbestuur voor de Joden zijn, wat in de plannen van de commissie-Peel nog wél voorkwam.